# Fox Networks Group Latin America
Fox Networks Group Latin America (antes Fox Latin American Channels y Fox International Channels Latin America) fue una empresa perteneciente a The Walt Disney Company Latin America que operaba varios canales en la mayor parte de los países de América Latina y Brasil.
Originalmente una subsidiaria de Fox Networks Group, tras la adquisición de 21st Century Fox de esta por The Walt Disney Company, la empresa pasa a ser una unidad de The Walt Disney Company Latin America, operando de forma autónoma junto la empresa Disney & ESPN Media Networks Latin America. Luego, fue fusionada con esta última en Disney Media Networks Latin America.
Las señales de la empresa se producían en su mayoría desde Argentina, y desde allí se distribuían al resto de los países a través del Telepuerto Internacional. En Argentina también contaban con estudios de grabación.
Cabe destacar que de los canales de la empresa no se creó ninguna señal individual para Ecuador, Bolivia, Perú, Uruguay o Paraguay. En el caso de Colombia, Fox hace referencia como señal Centro, Panregional o LATAM, que sirve como canal guía o referencia horaria para las demás señales.

## Señales
- Cinecanal
- FX
- FXM
- National Geographic
- Nat Geo Kids
- National Geographic Wild
- Baby TV
- Fox Sports
- |Fox Sports 2
- Fox Sports 3
- Fox Sports Premium
- Fox Channel
- Fox Life
- TV Chile (solo distribución)
- Canal 24 Horas (solo distribución)

## Acuerdo con LAPTV
En agosto de 2009, Fox International Channels Latin America firma una alianza estratégica y de distribución con la red de canales premium LAPTV, que operaba los canales de Moviecity. Esto permite tener equipos de ventas afiliadas de FOX en toda la región para brindarle a los sistemas de cable, satélite, MMDS e IPTV un servicio integrado con el objeto de incrementar la penetración y percepción de valor de la TV de paga, tanto en Premium como en básico así como continuar los esfuerzos para reducir la piratería.[cita requerida]
El acuerdo le agrega a LAPTV una presencia local en Chile y Centroamérica y aumenta el abanico de posibilidades comerciales. Se prevé, por ejemplo, que el grupo de canales premium liderado por Moviecity tenga una mayor presencia promocional en los canales básicos de Fox.
El primer gran fruto es la serie Kdabra, coproducida por Fox Telecolombia y LAPTV. Dicha serie es la primera realizada 100% en español en reunir elementos del mundo real y sobrenatural. Se espera la elaboración de más producciones originales en otras locaciones de América Latina.
En 2013, LAPTV se fusionó con Fox International Channels Latin America y dejó de existir como tal. Tras dicha fusión, el grupo de canales pasó a denominarse Fox+, el 3 de noviembre de 2014. El 11 de marzo de 2017, estos fueron relanzados como Fox Premium. Las señales que componían este paquete eran:
| Nombre               | Tipo | Nombre anterior                                                  |
| -------------------- | --- | ---------------------------------------------------------------- |
| Fox Premium Action   | Cine de acción, terror, aventura y suspenso                                                                         | Cityvibe, Moviecity Action y Fox Action.                         |
| Fox Premium Cinema   | Emite únicamente producciones hechas en América Latina, Brasil, España, Francia, Estados Unidos, Italia y Portugal. | Citymundo, Moviecity Mundo y Fox Cinema.                         |
| Fox Premium Classics | Cine y series clásicas                                                                                              | Cinecanal Classics, Citystars, Moviecity Classics y Fox Classics |
| Fox Premium Comedy   | Transmite películas de comedia de todos los tiempos en su idioma original con subtítulos en español                 | Fox Comedy                                                       |
| Fox Premium Family   | Cine y series para todo público                                                                                     | Cityfamily, Moviecity Family y Fox Family.                       |
| Fox Premium Movies   | Cine de estreno | Cinecanal 2, Citymix, Moviecity Hollywood y Fox Movies.          |
| Fox Premium Series   | Series de estreno                                                                                                   | Moviecity, Moviecity Premieres y Fox1.                           |
| Fox Premium 1        | Series de estreno                                                                                                   | Fox 1 Brasil                                                     |
| Fox Premium 2        | Cine de acción | Fox Action Brasil                                                |

En febrero de 2021, después de su adquisición por Disney, el grupo de canales fue renombrado como Star Premium.

## Señales desaparecidas
| Nombre         | Notas |
| -------------- | --- |
| Fox Kids       | El canal fue vendido a Disney en 2001, se rebautizó como Jetix el 1 de agosto de 2004 y luego como Disney XD desde el 3 de julio de 2009. Mucha de su programación y estilo original fue retirada durante el cambio. |
| Nat Geo Music  | El canal cerró en 2010 por la falta de audiencia, fue reemplazado por la señal Nat Geo Wild. |
| Speed Channel  | El canal cerró el 5 de noviembre de 2012 junto con Fox Sports+. Fue reemplazado por Fox Sports 3. |
| Utilísima      | El canal cerró el 4 de noviembre de 2013, fue reemplazado por Fox Life y la señal de MundoFox. |
| Nat Geo/Fox HD | Señal híbrida entre Nat Geo y Fox, este último con 16 horas de programación. El canal cerró el 2 de junio de 2014, reemplazado por Fox HD.                                                                           |
| MundoFox       | El canal cerró sus transmisiones el 1 de julio de 2017 y dio paso a Nat Geo Kids. |
| Film Zone      | El canal cerró sus transmisiones el 18 de septiembre de 2017 y fue reemplazado por FXM. |
| Moviecity      | Señal premium de 6 canales que consistía transmitir películas taquilleras y de estreno, fue rebautizado como Fox Premium el 3 de noviembre de 2014.                                                                  |